# Підопригора Володимир Митрофанович
Володимир Митрофанович Підопригора (15 березня 1930, село Балтазарівка, тепер Чаплинського району Херсонської області — ?) — український радянський діяч, новатор виробництва, бригадир слюсарів метизного цеху Новокаховського електромашинобудівного заводу Херсонської області. Депутат Верховної Ради СРСР 6-го скликання.

## Біографія
Народився в родині робітника-коваля радгоспу імені Карла Маркса Чаплинського району. Закінчив дев'ять класів школи.
У 1948—1952 роках — комбайнер радгоспу імені Карла Маркса Чаплинського району Херсонської області, комбайнер і шофер Каховської машинно-тракторної станції Херсонської області. Закінчив Червоноперекопську школу механізації сільського господарства Херсонської області.
У 1952—1956 роках — електрослюсар на будівництві Каховської ГЕС Херсонської області.
З 1956 року — слюсар, бригадир слюсарів метизного цеху Новокаховського електромашинобудівного заводу Херсонської області. Ударник комуністичної праці.
Потім — на пенсії в місті Новій Каховці Херсонської області.